# Pantelleria Moscato dorato
Il Pantelleria Moscato dorato è un vino a DOC.che può essere prodotto esclusivamente nell'Isola di Pantelleria in provincia di Trapani.

## Vitigni con cui è consentito produrlo
- Zibibbo al 100%

## Tecniche produttive
Il Pantelleria Moscato dorato deve essere prodotto nell'azienda da cui provengono le uve a loro volta raccolte da vigneti che siano in produzione da almeno tre anni.
Il mosto deve avere un contenuto zuccherino di almeno 250 g/l. È consentito, se necessario, un adeguato appassimento dell'uva.
Il limite di alcolometria totale (21,5%) deve essere raggiunto con l'addizione di etanolo di derivazione enologica (minimo 5%).
Il vino deve contenere un residuo zuccherino di almeno 100 g/l

## Caratteristiche organolettiche
- colore: giallo dorato più o meno intenso;
- profumo: caratteristico di moscato;
- sapore: dolce, caldo, intenso, tipico del moscato;

## Produzione
Provincia, stagione, volume in ettolitri